# Lynn Bohs
Lynn A. Bohs-Sperry (1957 ) es una botánica estadounidense, experta en la familia de las solanáceas y profesora asociada en el Departamento de Biología de la Universidad de Utah.

## Biografía
Obtuvo su doctorado en la Universidad de Harvard, en 1986. Posteriormente ha desarrollado su tarea científica, tanto de campo como de gabinete, en el herbario, de la Universidad de Utah, como taxónoma, especialmente de las especies de los clados Cyphomandra y Leptostemonum. También ha trabajado en la filogenia molecular de los grupos del género Solanum. Ha recorrido en expediciones botánicas a Ecuador, Brasil, Colombia, y su propio país.

## Algunas publicaciones
- Bohs, L. 1988. Four new species of Cyphomandra (Solanaceae) from South America. Systematic Botany 13: 265-275
- ----. 1988. The Colombian species of Cyphomandra. Revista de la Academia Colombiana de Ciencias Exactas, Físicas y Naturales 16: 67-75
- ----. 1989. Ethnobotany of the genus Cyphomandra (Solanaceae). Economic Botany 43: 143-163
- ----. 1989. Solanum allophyllum (Miers) Standl. and the generic delimitation of Cyphomandra and Solanum. Annals of the Missouri Botanical Garden 76: 1129- 1140
- ----. 1990. IOPB Chromosome Data 1. Chromosome number reports: Cyphomandra and Solanum. IOPB Newsletter 13: 17
- ----. 1990. The systematics of Solanum section Allophyllum (Solanaceae). Annals of the Missouri Botanical Garden 77: 398-409
- ----. 1991. Crossing studies in Cyphomandra (Solanaceae) and their systematic and evolutionary significance. Am. J. of Botany 78: 1683-1693
- ----. 1994. Cyphomandra (Solanaceae). Flora Neotropica Monograph 63, New York Botanical Garden
- ----. 1994. A new species of Solanum section Cyphomandropsis from Bolivia. Novon 4: 203-205
- ----. 1995. Transfer of Cyphomandra (Solanaceae) and its species to Solanum. Taxon 44: 583-587
- ----, RG Olmstead. 1997. Phylogenetic relationships in Solanum (Solanaceae) based on ndhF sequences. Systematic Botany 22: 5-17
- ----, A Nelson. 1997. Solanum maternum (Solanaceae), a new Bolivian relative of the tree tomato. Novon 7:341-345
- ----, RG Olmstead. 1999. Solanum phylogeny inferred from chloroplast DNA sequence data. Pages 97-110 in M. Nee, D. E. Symon, R. N. Lester, J. P. Jessop (eds.) Solanaceae IV: Advances in biology and utilization. Royal Botanic Gardens, Kew, U.K.
- Olmstead, RG, JA Sweere, RE Spangler, L Bohs, & JD Palmer. 1999. Phylogeny and provisional classification of the Solanaceae based on chloroplast DNA. Pages 111-137 in M. Nee, D. E. Symon, R. N. Lester, and J. P. Jessop (eds.), Solanaceae IV: Advances in biology and utilization. Royal Botanic Gardens, Kew, U.K.
- Bohs, L. 2000. Insights into the Witheringia solanacea complex in Costa Rica. I. Breeding systems and crossing studies. Biotropica 32(1): 70-79
- ----. 2000. Insights into the Witheringia solanacea complex in Costa Rica. II. Insect visitors and pollination biology. Biotropica 32(1): 80-89
- ----. 2001. A revision of Solanum section Cyphomandropsis (Solanaceae). Systematic Botany Monographs 61: 1-83
- ----, RG Olmstead. 2001. A reassessment of Normania and Triguera (Solanaceae). Plant Systematics and Evolution
- Cipollini, ML, LA Bohs, K Mink, E Paulk, K Böhning-Gaese. 2002. Patterns of secondary compounds within fleshy fruits: ecology and phylogeny. pp. 111-128 in DJ Levey, WR Silva, M Galetti (eds.), Seed Dispersal and Frugivory: ecology, evolution and conservation. CABI Publishing, Wallingford, Oxfordshire, UK
- Moore, A, L Bohs. 2003. An ITS phylogeny of Balsamorhiza and Wyethia (Asteraceae: Heliantheae). Am. J. of Botany 90: 1653-1660
- Igic B, LA Bohs, JR Kohn. 2004. Historical inferences from the self-incompatibility locus. New Phytologist 161: 97-105
- Bohs, L. 2004. A chloroplast DNA phylogeny of Solanum section Lasiocarpa (Solanaceae). Systematic Botany 29: 177-187
- Knapp, S, L Bohs, M Nee, DM Spooner. 2004. Solanaceae - a model for linking genomics with biodiversity. Comparative and Functional Genomics 5: 285-291
- Bohs, L. En prensa. Solanaceae in In Gardens of Hawaii, G. Staples and D. Herbst, eds.
- Bohs, L. en prensa. Solanaceae in Annotated Checklist of the Cultivated Plants of Hawaii, C. T. Imada et al., eds.
- Bohs, L. 2005. Major clades in Solanum based on ndhF sequence analyses. Monographs in Systematic Botany from the Missouri Botanical Garden. In Solanaceae, William D'Arcy Memorial. Editors, Hollowell, V., R. Keating, W. Lewis & T. Croat
- Levin, RA, K Watson, LA Bohs. En prensa. A four gene study of evolutionary relationships in Solanum section Acanthophora. Am. J. of Botany
- Bohs, L. 2005. Major clades in Solanum based on ndhF sequence data. Pages 27-49 in R. C. Keating, V. C. Hollowell, and T. B. Croat (eds.), A festschrift for William G. D'Arcy: the legacy of a taxonomist. Monographs in Systematic Botany from the Missouri Botanical Garden, Vol. 104. Missouri Botanical Garden Press, St. Louis, MO
- Bohs, L. 2005. Solanaceae. pp. 528-540 in G. Staples and D. Herbst (eds.) A Tropical Garden Flora. Bishop Museum Press, Honolulu, Hawaii
- Levin, RA, NR Myers, LA Bohs. 2006. Phylogenetic relationships among the "spiny solanums" (Solanum subgenus Leptostemonum, Solanaceae). Am. J. of Botany 93: 157-169
- Igic B, LA Bohs, JR Kohn. 2006. Ancient polymorphism reveals unidirectional breeding system shifts. Proc. of the National Academy of Sci. 103:1359-1363
- Bohs, L. En prensa. Solanaceae in Annotated Checklist of the Cultivated Plants of Hawaii, C. T. Imada et al. eds.
- Bohs, L. En prensa. Phylogeny of the Cyphomandra clade of the genus Solanum (Solanaceae) based on ITS sequence data. Taxon.
- Nee, M, LA Bohs, S Knapp. En prensa. New species of Solanum and Capsicum (Solanaceae) from Bolivia, with clarification of nomenclature in some Bolivian Solanum. Brittonia. 58: 322-356
- Weese, TL, LA Bohs. 2007. A three gene phylogeny of the genus Solanum (Solanaceae). Systematic Botany 32: 445-463
- Moore, A, LA Bohs. 2007. Phylogeny of Balsamorhiza and Wyethia (Asteraceae: Heliantheae) using ITS, ETS, and trnK sequence data. Systematic Botany 32: 682-691
- Bohs, L, T Weese, N Myers, V Lefgren, N Thomas, A Van Wagenen, S Stern. 2007. Zygomorphy and heterandry in Solanum in a phylogenetic context. Acta Horticulturae 745: 201-223
- Olmstead, RG, LA Bohs. 2007. A summary of molecular systematic research in Solanaceae: 1982 - 2006. Acta Horticulturae 745: 255-268
- Bohs, L. 2007. Phylogeny of the Cyphomandra clade of the genus Solanum (Solanaceae) based on ITS sequence data. Taxon 56: 1012-1026
- Paape, T, B Igic, S Smith, R Olmstead, LA Bohs, J Kohn. En prensa. A 15-million-year-old genetic bottleneck. Molecular Biology and Evolution
- Olmstead, RG, LA Bohs, HA Migid, E Santiago-Valentin, SM Collier, VF García. En prensa. A molecular phylogeny of the Solanaceae. Taxon

- La abreviatura «Bohs» se emplea para indicar a Lynn Bohs como autoridad en la descripción y clasificación científica de los vegetales.[2]